# دانیل پرل
دانیل (دنیل) پرل (در زبان انگلیسی: Daniel Pearl) (متولد ۱۰ اکتبر ۱۹۶۳ – مرگ ۱ فوریه ۲۰۰۲) یک خبرنگار آمریکایی بود که در سال ۲۰۰۲ میلادی توسط گروهی منتسب به القاعده در شهر کراچی پاکستان ربوده و در مقابل دوربین فیلمبرداری سرش را بریده و بدنش را قطعه قطعه می‌کنند. وی قبل از ربوده شدنش به تحقیق در مورد ارتباطات ریچارد رید، عامل بمب‌گذاری در هواپیمای مسافرتی اروپا – آمریکا، با گروه القاعده و سازمان اطلاعات و امنیت پاکستان (ISI) برای روزنامه وال‌استریت جورنال اشتغال داشت.

## قتل

### فیلم ویدئویی سربریدن دنیل پرل
در ۲۱ فوریه ۲۰۰۲ ویدئویی با عنوان «سلاخی جاسوس-خبرنگار یهودی، دانیل پرل» در شبکه اینترنت منتشر شد. در این فیلم سر بریدن و قطعه قطعه کردن بدن دنیل پرل نشان داده شده بود.

### دلیل اسارت
گروه القاعده شرط آزاد کردن دنیل پرل را آزادی اسرای القاعده در زندان گوانتانامو و تحویل هواپیماهای اف-۱۶ سفارش شده از سوی پاکستان به آمریکا که هیچگاه از سوی آمریکا به پاکستان تحویل داده نشده بود، اعلام کرده بودند.

### دادگاه قاتل
مقامات نظامی ارتش ایالات متحده آمریکا اعلام کردند که در جریان دادگاه خالد شیخ محمد، (مظنون به طراحی حملات یازده سپتامبر) در زندان گوانتانامو در مارس ۲۰۰۷ میلادی وی اعتراف کرده که شخصاً سر دنیل پرل را از تنش جدا کرده‌است. شیخ خالد محمد در دادگاه نظامی مدعی شده که «من با دست راست متبرک شده‌ام، سر یهودی آمریکایی، دنیل پرل منفور را در شهر کراچی در پاکستان جدا کردم.» وی همچنین در دادگاه اظهار می‌کند که «برای آنهایی که می‌خواهند این ادعای من برایشان ثابت شود، عکسها و فیلم سربریدن وی توسط من و نگاه داشتن سرش در دستانم را در اینترنت نگاه کنند.»
دادگاه پاکستان حکم اعدام احمد عمر سعید شیخ قاتل دانیل پرل و سه نفر دیگر که حبس ابد گرفته بودند را لغو و آنها را تبرئه کرد. خانواده دانیل رأی دادگاه را به سخره گرفتن عدالت دانسته و گفتند که تقاضای تجدید نظر خواهند کرد.

## خانواده
دانیل پرل حاصل ازدواج روث پرل و یودیا پرل بود. یودیا پرل دانشمند علوم رایانه است که در سال ۲۰۱۱ جایزه تورینگ را که معتبرترین جایزه در زمینهٔ رایانه است، دریافت نمود.

در سال ۲۰۰۷ میلادی فیلمی در مورد زندگی و مرگ دنیل پرل، بر اساس کتاب همسرش ماریان پرل ساخته شد.